# Camptostoma
Camptostoma P.L.Sclater, 1857 è un genere di uccelli passeriformi della famiglia Tyrannidae.

## Tassonomia
Comprende due sole specie:
- Camptostoma imberbe P.L.Sclater, 1857 - tiranno imberbe del Nord
- Camptostoma obsoletum (Temminck, 1824) - tiranno imberbe del Sud